# Rejon skadowski (1923–2020)
Rejon skadowski – była jednostka administracyjna Ukrainy, w składzie obwodu chersońskiego. Siedzibą władz był Skadowsk.